# Attilio Ariosti
Attilio Ariosti   (Bolonya, 5 de novembre de 1666 - Londres, 1729) va ser un monjo lliure i compositor italià d'estil barroc, nascut a Bolonya. Va produir més de 30 òperes i oratoris, nombroses cantates i obres instrumentals.

## Biografia
Ariosti va néixer a la classe mitjana. Es va fer monjo el 1688 als 22 anys, però aviat va obtenir el permís per deixar l'ordre i convertir-se en compositor a la cort del duc de Mantua i Monferrato. Es convertí en diaca el 1692, el mateix any que assolí el càrrec d'organista a "Santa Maria dei Servi" a Bolonya.
El 1697 va anar a Berlín a petició de Sofia Carlota de Hannover, reina de Prússia, besneta de Jaume I d'Anglaterra i filla de l'electora Sofia de Hannover, una patrona il·lustrada de les arts amb un gran interès per la música. Després de gaudir del favor de la reina, Ariosti va escriure i col·laborar en la redacció de diverses obres escèniques representades per a la cort de Berlín. Va residir a Berlín com a compositor de la cort fins al 1703. Un retrat d'Ariosti, d'Anthoni Schoonjans (1655-1726), encara és present al Palau de Charlottenburg.
La seva primera òpera es va representar a Venècia el 1697. Del 1703 al 1709 va ser l'agent general austríac per a Itàlia, durant el regnat de Josep I. Després del 1716 va obtenir un enorme èxit a París i Londres. A Londres, va compartir amb Händel i Bononcini la direcció de la Royal Academy of Music i va tocar la viola d'amore en un entre-acte dAmadigi di Gaula de Handel. El 1724 va publicar una col·lecció de cantates i lliçons per a la viola d'amor, que va vendre per subscripció. Aquesta publicació pot haver estat la venda de música amb més èxit per subscripció al segle xviii.
Tot i que podia cantar, escriure drames, tocar el violoncel i el clavicèmbal; el seu instrument preferit era la viola d'amor, per a la qual va escriure 21 sonates solistes. Normalment s'anomenen Sonates d'Estocolm, ja que l'única font que queda per a la majoria d'elles es troba a la "Statens Musikbibliotek" d'Estocolm, (Suècia). Les Sonates d'Estocolm mostren l'afició d'Ariosti per harmonies sorprenents, el seu ús inventiu del silenci i el seu enginy.

## Obres
Música instrumental
- Concerts (perduts)
- Sis sonates (o lliçons) publicades i una gran col·lecció de peces manuscrites (agrupades normalment per formar 15 sonates) per a viola d'amore i baix continu.

Oratoris
El més conegut és "La Passione di Cristo" (Viena, 1709)

## Òperes
En total 23 òperes, entre elles:
- La festa di Imeneo - (Berlin) ballett.
- Atys - (Berlin).
- La fede nei tradimenti - (Berlin, 1701).
- "Marte e Irene - (Berlin, 1703).
- I gloriosi presagi del Scipione Africano - (Vienna, 1704).
- La profezia d'Eliseo nell'assedio di Samaria - (Vienna, 1705).
- Marte placato - (Vienna, 1707).
- La gara delle antiche eroine ne' campi elisi - (Vienna, 1707).
- Amor tra nemici - (Vienna, 1708).
- La Placidia - (Vienna, 1709).
- Coriolano - (London, 1723).
- Lucio Vero - (London, 1726).
- Vespasiano e Artaserse - (London, 1724).
- Dario - (London, 1725).

## Llibrets
- "Gli amori di Polifemo", musica per Giovanni Bononcini.